# Lophiotoma madagascarensis
Lophiotoma madagascarensis é uma espécie de gastrópode do gênero Lophiotoma, pertencente a família Turridae.